# Cerma fascia
Cerma fascia là một loài bướm đêm trong họ Noctuidae.